# 제22회 대종상
제22회 대종상의 시상식에 관한 내용이다.

## 수상 및 후보

### 최우수작품상
- 여인 잔혹사 물레야 물레야 - 한림영화 수상

### 감독상
- 여인 잔혹사 물레야 물레야 - 이두용 수상

### 시나리오상
- 여인 잔혹사 물레야 물레야 - 임충 수상

### 남우주연상
- 안개 마을 - 안성기 수상

### 여우주연상
- 적도의 꽃 - 장미희 수상

### 남우조연상
- 불의 딸 - 김희라 수상

### 여우조연상
- 질투 - 고두심 수상

### 촬영상
- 안개 마을 - 정일성 수상

### 편집상
- 여인 잔혹사 물레야 물레야 - 이경자 수상

### 조명상
- 여인 잔혹사 물레야 물레야 - 차정남 수상

### 음악상
- 바보 선언 - 이종구 수상

### 미술상
- 일송정 푸른 솔은 - 조경환 수상

### 녹음상
- 여인 잔혹사 물레야 물레야 - 이재웅 수상

### 우수문화영화상
- 신영필름 수상

### 특별상
- 불의 딸 - 송길한신인부문(극)/각색) 수상
- 엑스 - 하명중(신인부문(극)/감독) 수상
- 일송정 푸른 솔은 - 이보희 수상
- 바보 선언 - 김경일(음악효과(극)) 수상
- 권순재(감독, 편집(문화)) 수상
- 정선민(촬영(문화)) 수상

### 계몽부문작품상
- 일송정 푸른 솔은 - 현진 수상

### 안보부문작품상
- 내가 마지막 본 흥남 - 우진필름 수상

### 최우수문화영화상
- 중앙영화사 수상